# Colo
Pour les articles ayant des titres homophones, voir Colleau, Colleaux et Kolo.
Pour les articles homonymes, voir Colo (homonymie).
Le Colo, également appelé Gunung Belerang, Nangoena, Oena-Oena, Gunung Tjolo ou encore Una Una, est un volcan d'Indonésie qui se situe sur la petite île de Una-Una, dans l'archipel des îles Togian, au centre du golfe de Tomini.

## Géographie
Bien qu'il ait été à l'origine de l'émersion de l'île de Una-Una, le Colo ne culmine qu'à 507 mètres d'altitude. Son sommet est couronné par une caldeira de deux kilomètres de diamètre contenant un petit cône.

## Histoire

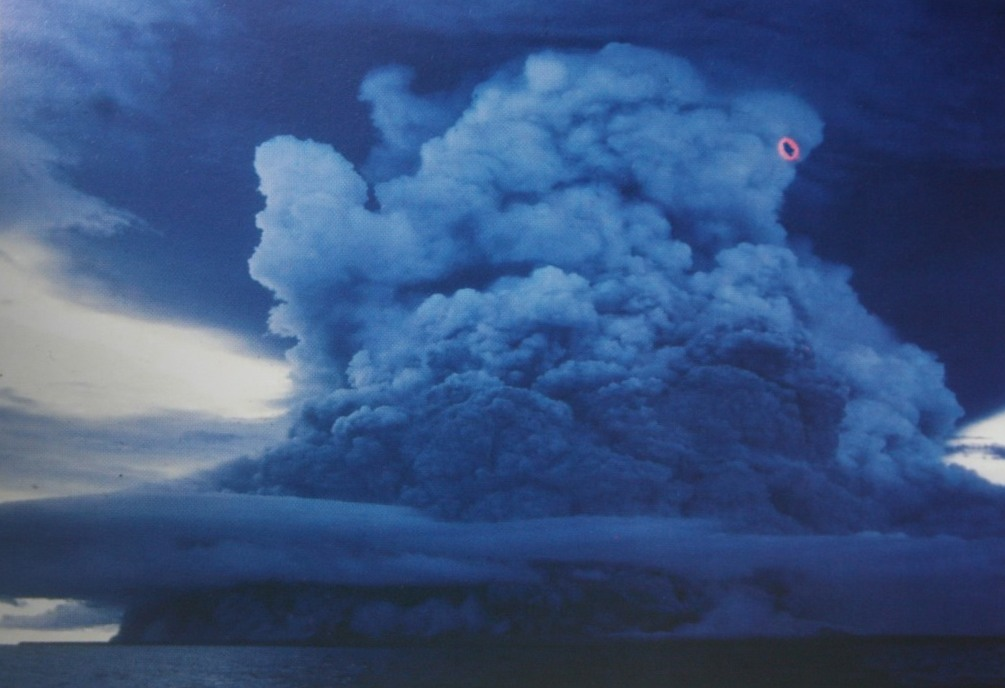
L'île de Una-Una vue de la mer et entièrement noyée sous les nuées ardentes et le panache volcanique du Colo le 18 juillet 1983.

Seules trois éruptions du Colo sont connues.
La première s'est produite du 2 mai 1898 à 1900 et a forcé les habitants de l'île d'Una-Una à la quitter temporairement sous la menace des nuées ardentes et des lahars qui ont entraîné des dégâts matériels. Au cours de cette éruption d'indice d'explosivité volcanique d'environ 3, environ 55 millions de mètres cubes de téphras ont été rejetés.
La seconde s'est déroulée autour de 1938 avec une incertitude d'une dizaine d'années à propos de la date et s'est traduite par des éruptions phréatiques d'indice d'explosivité volcanique de 1 dans la caldeira.
La troisième et dernière éruption s'est déroulée du 18 juillet 1983 à décembre 1983. L'année précédente, les volcanologues du service de prévision volcanologique indonésien avaient détecté des tremblements de terre grâce au sismographe qu'ils avaient installé sur l'île, signe que le volcan pouvait entrer en éruption à courte échéance. Aux premiers signes d'éruption imminente se manifestant par des explosions phréatiques, les autorités indonésiennes décident d'évacuer Una-Una, seul le couple de volcanologues français Maurice et Katia Krafft restant sur l'île[réf. nécessaire] et se tenant prêts à quitter rapidement les lieux. L'éruption se déclenche véritablement le 23 juillet lorsqu'une explosion d'indice d'explosivité volcanique de 4 engendre un panache éruptif qui s'élève de la caldeira du volcan et que des nuées ardentes dévalent ses pentes,. Effrayés, les marins qui attendaient les volcanologues sur les côtes de l'île s'en éloignent alors avec leurs embarcations, laissant les scientifiques s'échapper de l'île à la nage avant d'être recueillis par les bateaux. Les premières nuées ardentes, qui ont détruit toute construction et toute vie végétale et animale sur l'intégralité de l'île, sont régulièrement suivies par d'autres séries de nuées ardentes jusqu'au mois de décembre 1983 lorsque l'éruption est considérée comme terminée. Les autorités, constatant qu'aucun endroit de l'île n'est sûr, la décrètent zone interdite pendant trois ans même après la fin de l'éruption.